# 沙南 (杜省)
沙南（法語：Chasnans，法語發音：[ʃanɑ̃]）是法国杜省的一个旧市镇，属于蓬塔利耶区。2016年1月1日，沙南和相邻的另外5个市镇合并为新市镇莱普勒米耶萨潘（Les Premiers Sapins）。

## 地理
沙南（47°5'11"N, 6°18'49"E）面积7.87 平方千米，位于法国勃艮第-弗朗什-孔泰大區杜省，该省份为法国东部内陆省份，北起上索恩省，西接汝拉省，东部及东南部与瑞士接壤，东北部与贝尔福地区省接壤。
与沙南接壤的市镇（或旧市镇、城区）包括：莱普勒米耶萨潘、韦尔涅尔丰坦。
沙南的时区为UTC+01:00、UTC+02:00（夏令时）。

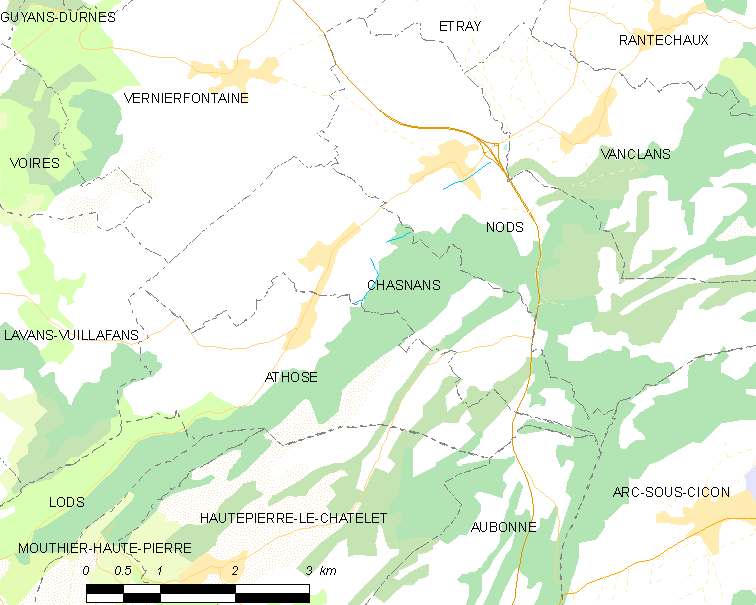
沙南的OSM定位图

## 行政
沙南的邮政编码为25580，INSEE市镇编码为25128。

## 政治
沙南所属的省级选区为瓦尔达翁县。

## 人口

1962-2008年间沙南人口变化图示

沙南于2018年1月1日时的人口数量为272人。